# Juan Fernando Palomino

Flagelación, grabado de Juan Fernando Palomino en el Oficio de la Semana Santa, según el misal, y breviarios romanos..., Madrid, Ibarra, 1779.

Juan Fernando Palomino y de Oropesa (Madrid, ¿?-Madrid, 1793) fue un grabador calcógrafo español, hijo y discípulo del también grabador Juan Bernabé Palomino.

## Biografía
Académico de mérito de la Real Academia de Bellas Artes de San Fernando, según Ceán Bermúdez, por nombramiento del 6 de abril de 1777.
Fue autor de un elevado número de estampas de calidad discreta y de los más variados géneros, desde el religioso al retrato, las partituras musicales o las vistas de ciudades y paisajes con personajes típicos, que realizó principalmente con destino al Atlante español o descripción de todo el reino de España, de Bernardo Espinalt y García, obra recibida con críticas en su tiempo por su escaso rigor, editada en catorce volúmenes entre 1778 y 1795. 
De su amplia producción pueden destacarse las láminas que con arreglo al espíritu ilustrado de la época realizó para diversas obras científicas, en especial las destinadas a la Colección general de máquinas: escogidas entre las que hasta hoy se han publicado en Francia, Inglaterra, Italia, Suecia y otras partes editada en dos volúmenes en 1783 por Miguel Gerónimo Suárez y Núñez, archivero de la Real Junta General de Comercio, Moneda y Minas, formada por 118 estampas acompañada cada una de la descripción de la máquina ilustrada.